# Sigmops ebelingi
Sigmops ebelingi är en fiskart som först beskrevs av Grey, 1960.  Sigmops ebelingi ingår i släktet Sigmops och familjen Gonostomatidae. Inga underarter finns listade i Catalogue of Life.